# تپه چغا قاسم ۲
تپه چغا قاسم ۲ مربوط به هزاره دوم قبل از میلاد است و در شهرستان کرمانشاه، بخش مرکزی، ۳۰۰ متری جنوب و جنوب شرقی روستای چغا قاسم واقع شده و این اثر در تاریخ ۱۸ اسفند ۱۳۸۷ با شمارهٔ ثبت ۲۴۸۱۸ به‌عنوان یکی از آثار ملی ایران به ثبت رسیده است.